# 小田原市立三の丸小学校
小田原市立三の丸小学校（おだわらしりつ さんのまるしょうがっこう）は、神奈川県小田原市本町一丁目にある市立小学校。

## 概要
小田原城址公園の南側に隣接して立地する。校名は、現校地が小田原城の三の丸だったことに由来する。白壁、瓦葺の武家屋敷を思わせる校舎が特徴であるが、これは校舎の設計を担当した松田平田設計が、小田原城周囲の歴史的景観に合わせてデザインしたものである。

## 沿革
出典

### 経緯
小田原市立本町小学校と城内小学校とが統合され、小田原市城内にある旧城内小学校校地（現：小田原城址公園内・小田原城歴史見聞館付近）の仮校舎で1992年（平成4年）に開校した。1995年（平成7年）に小田原市本町の現校地に現校舎が完成し、翌1996年（平成8年）に移転した。なお、現校地は江戸時代に小田原藩の藩校「集成館」（神奈川県立小田原高等学校の前身）があった場所である。

### 年表
- 1992年（平成4年） - 小田原市立本町小学校と城内小学校とが統合され小田原市城内に開校。
- 1995年（平成7年） - 小田原市本町の現校地に現校舎完成。
- 1996年（平成8年） - 現校地に移転。現校舎が神奈川県建築コンクール優秀賞受賞。
- 1997年（平成9年） - 三の丸小学校周辺地区が都市景観大賞受賞。
- 1999年（平成11年） - 現校舎が公立学校優良施設表彰文教施設協会賞受賞。

## 教育目標
出典
心豊かに　自分らしく健やかに生きる子どもの育成

## 学区
出典
- 栄町一丁目1番 - 16番、17番7号 - 39号、18番6号 - 37号、19番
- 栄町二丁目1番 - 11番、12番1号 - 15号、46号、13番1号 - 27号、59号、60号
- 栄町三丁目1番、10番1号、2号、3号の一部、17号 - 37号、11番1号 - 15号、20号 - 26号、12番 - 14番、19番1号、2号、33号 - 39号
- 浜町一丁目2番 - 4番、9番19号 - 23号、10番1号 - 17号、20号 - 43号
- 浜町三丁目
- 本町一丁目、二丁目、三丁目、四丁目
- 城内
- 南町一丁目、二丁目、三丁目、四丁目1番 - 5番
- 城山一丁目1番 - 6番51号、57号、58号の一部
- 城山二丁目1番7号 - 20号、27番66号 - 77号、29番
- 城山三丁目1番1号 - 20号、2番 - 6番、10番1号 - 9号、11番 - 31番

- 城山四丁目
- 十字四丁目（1016番地を除く）
- 板橋865番地

## 主な進学先
出典
- 小田原市立城山中学校
- 学校法人明徳学園相洋中学校・高等学校（中学受験者）

## 交通
出典
- 小田原駅東口より徒歩約10分。
- 小田原駅東口より箱根登山バス競輪場経由「水之尾口」行又は「いこいの森」行で藤棚バス停下車。
- 小田原駅東口より箱根登山バス又は伊豆箱根バス箱根方面行きのバスでバス停「御幸の浜」バス停又は「本町（小田原）」バス停下車後、徒歩約3分。

## 著名な卒業生
- 鎌田和彦 - オープンハウスグループ取締役副社長、インテリジェンス（現・パーソルキャリア）創業者兼元代表取締役社長：小田原市立城内小学校